# 더코디
더코디(The Codi Co. Ltd.)는 대한민국의 반도체, 디스플레이 장비 기업이다. 본사는 충남 천안시 서북구 백석공단2길 62 (백석동)에 위치해 있으며 대표이사는 최충균이다.

## 같이 보기
- 세메스
- 삼성디스플레이

## 참고문헌
1. ↑  더코디·버넥트 보호예수 해제 예정, 인포스톡데일리, 2023.08.26